# Alberto Di Chiara
Alberto Di Chiara (* 29. März 1964 in Rom) ist ein ehemaliger italienischer Fußballspieler. Auch beispielsweise für die US Lecce sowie den AC Florenz aktiv, feierte er seine größten Erfolge mit dem AC Parma. Ferner stand er in sieben Länderspielen für die italienische Fußballnationalmannschaft auf dem Platz.

## Karriere
Alberto Di Chiara, geboren 1964 in der italienischen Hauptstadt Rom, begann mit dem Fußballspielen beim AS Rom, ganz im Gegensatz zu seinem älteren Bruder Stefano, der seine Laufbahn beim Roma-Rivalen Lazio begann. Im Trikot des AS Rom schnupperte Di Chiara ab 1980 auch an den Spielbetrieb im Profibereich, zwischen 1980 und 1982 machte er im Team des schwedischen Trainers Nils Liedholm vier Ligaspiele in der Serie A. Im Sommer 1982 ging Di Chiara für ein Jahr zum damaligen Zweitligisten AC Reggiana, wo der Abwehrspieler 22 Ligaspiele mit einem Torerfolg machte, den Abstieg in die Drittklassigkeit aber auch nicht vermeiden konnte. Danach schloss er sich dem aufstrebenden süditalienischen Klub US Lecce an und verweilte dort drei Jahre lang. Mit Lecce erlebte er dessen erstmaligen Sprung in die Serie A, als unter Trainer Eugenio Fascetti in der Serie B 1984/85 der zweite Platz, einzig hinter dem SC Pisa belegt und somit der Aufstieg in die italienische Eliteliga erzielt wurde. Dort konnte sich der Neuling jedoch nicht halten und stieg nach nur einem Jahr als Tabellenletzter wieder ab. Alberto Di Chiara machte in drei Jahren 91 Ligaspiele für die US Lecce und erzielte dabei dreizehn Tore, ehe er den Verein in Richtung Florenz verließ.
Beim AC Florenz stand Alberto Di Chiara von 1986 bis 1991 unter Vertrag und machte in dieser Zeit 142 Ligaspiele mit zehn Treffern für die Fiorentina. Den wohl größten Erfolg mit den Toskanern konnte Alberto Di Chiara in der Saison 1989/90 erzielen, als man das Endspiel des UEFA-Pokals erreichte. Nachdem man zuvor nacheinander Atlético Madrid aus Spanien, den FC Sochaux aus Frankreich, Dynamo Kiew aus der Sowjetunion, AJ Auxerre ebenfalls aus Frankreich sowie den deutschen Vertreter Werder Bremen eliminiert hatte, scheiterte das Team von Coach Francesco Graziani im Finale an Juventus Turin.
Bis 1991 blieb Alberto Di Chiara beim AC Florenz unter Vertrag, ehe er sich dem AC Parma anschloss, damals so etwas wie der Newcomer des italienischen Fußballs. Erst 1990 in die Serie A aufgestiegen, avancierte der finanziell gut aufgestellte Verein zum Überraschungsteam und belegte in der Serie A 1991/92, Di Chiaras erster Spielzeit in Parma, den sechsten Platz. Ein Jahr später wurde man nicht nur Siebter, sondern sicherte sich durch einen 2:1-Sieg nach Hin- und Rückspiel gegen Juventus Turin den Sieg in der Coppa Italia, dem italienischen Fußballpokal. Dadurch startberechtigt für den Europapokal der Pokalsieger 1992/93, arbeitete sich die Mannschaft von Nevio Scala dort mit Erfolgen über Újpest Budapest aus Ungarn, Boavista Porto aus Portugal, Sparta Prag aus der Tschechoslowakei sowie den spanischen Vertreter Atlético Madrid bis ins Finale vor, wo man auch gegen Royal Antwerpen aus Belgien mit 3:1 siegreich blieb und den ersten internationalen Titel in einem für den AC Parma enorm erfolgreichen Jahrzehnt holte. Alberto Di Chiara stand im Aufgebot Parmas, das das Finale von London gewann. Zwei Jahre später war Alberto Di Chiara auch am zweiten internationalen Erfolg des AC Parma entscheidend beteiligt, nämlich am Gewinn des UEFA-Pokals 1994/95. Dabei setzte man sich in einem rein italienischen Finale gegen Juventus Turin mit 2:1 nach Hin- und Rückspiel durch, was den letzten großen Erfolg in Alberto Di Chiaras Spielerkarriere bedeutete. Ein Jahr darauf kehrte er Parma den Rücken und ging zum AC Perugia, wo er in der Serie A 1996/97 seine Laufbahn ausklingen ließ, am Ende der Saison abstieg und noch einmal auf 24 Ligaspiele kam.

## Erfolge
- UEFA-Pokal: 1×

1994/95 mit dem AC Parma
- Europapokal der Pokalsieger: 1×

1992/93 mit dem AC Parma
- UEFA Super Cup: 1×

1993 mit dem AC Parma
- Coppa Italia: 2×

1980/81 mit dem AS Rom
1991/92 mit dem AC Parma